# Basketball Association of America
Basketball Association of America, BAA, var en amerikansk basketliga som existerade mellan 1946 och 1949. BAA var en av två stora nationella ligor vid den här tiden, den andra var National Basketball League (NBL). 1949 gick dessa två ligor ihop och bildade National Basketball Association (NBA) som existerar än idag.

## Lag
- Baltimore Bullets
- Boston Celtics (spelar än idag, i NBA)
- Chicago Stags
- Cleveland Rebels
- Detroit Falcons
- Fort Wayne Pistons (spelar än idag, i NBA)
- Indianapolis Jets
- Minneapolis Lakers (spelar än idag, i NBA)
- New York Knickerbockers (spelar än idag, i NBA)
- Philadelphia Warriors (spelar än idag, i NBA)
- Pittsburgh Ironmen
- Providence Steamrollers
- Rochester Royals (spelar än idag, i NBA)
- St. Louis Bombers
- Toronto Huskies
- Washington Capitols